# الک مرداب
اِلکِ مُرداب (نام علمی: Cervus canadensis nannodes) نام یک زیرگونه از گونه واپیتی است که تنها در کالیفرنیا یافت می‌شود.

## نگارخانه

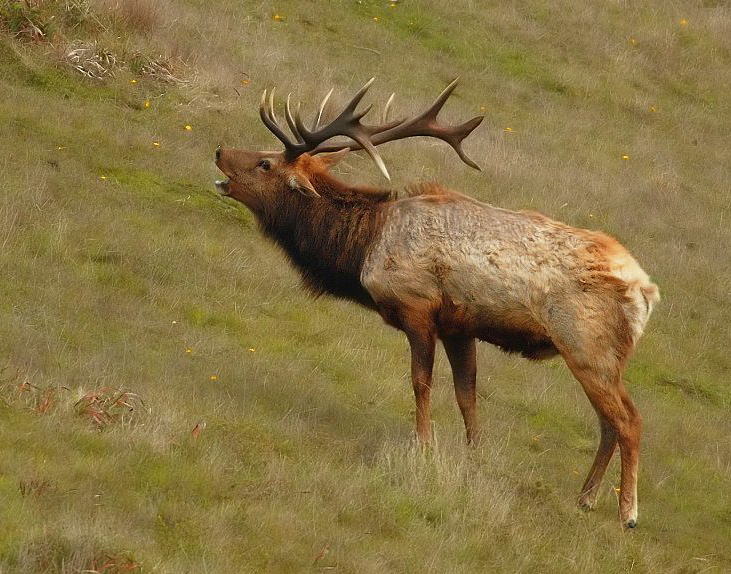
نگاره‌ای از یک اِلکِ مُرداب نَر در منطقهٔ مونت ریس، شمالِ کالیفرنیا.
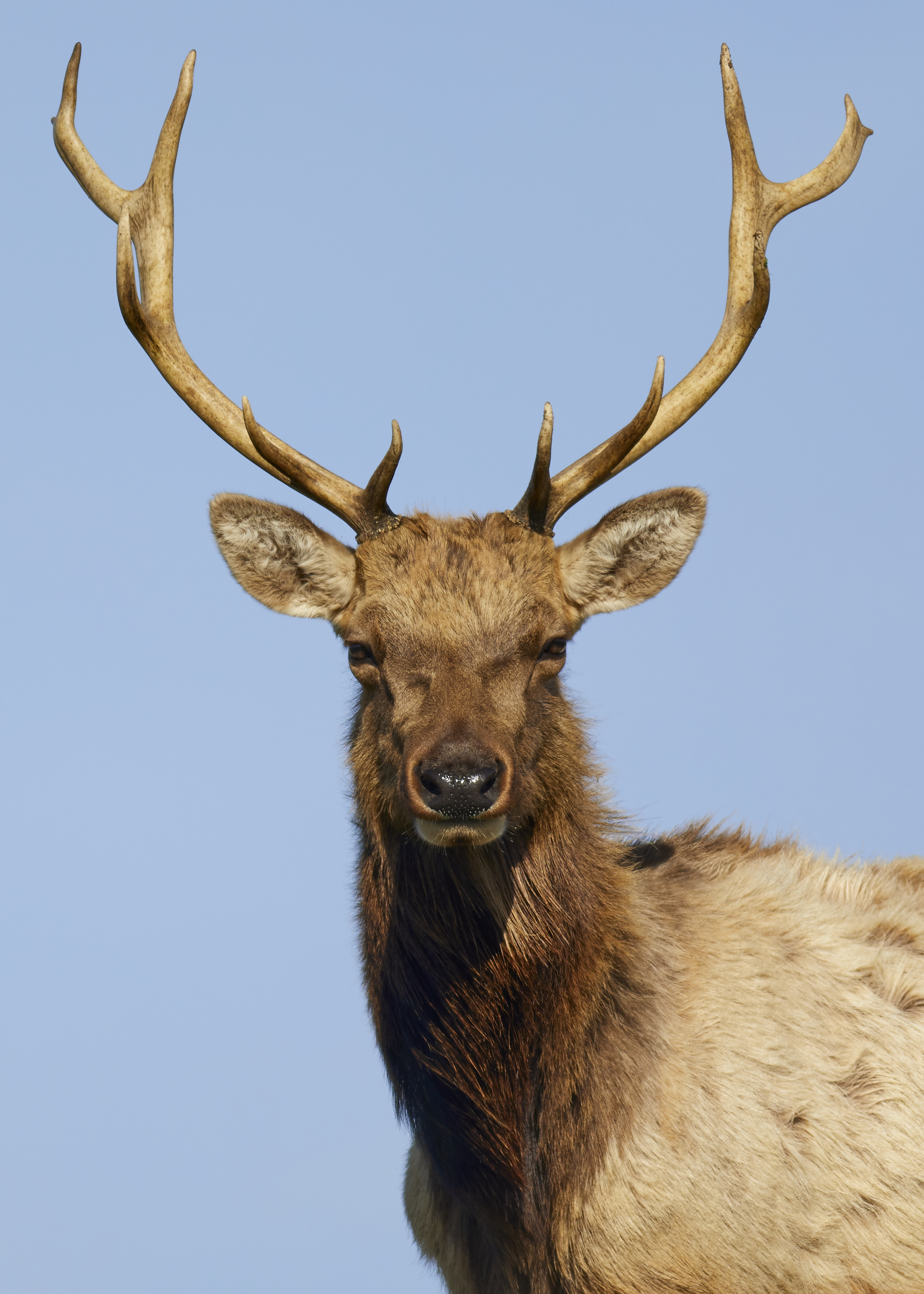
نگاره‌ای از یک اِلکِ مُرداب نَر در منطقهٔ مونت ریس (en) در شمالِ کالیفرنیا.
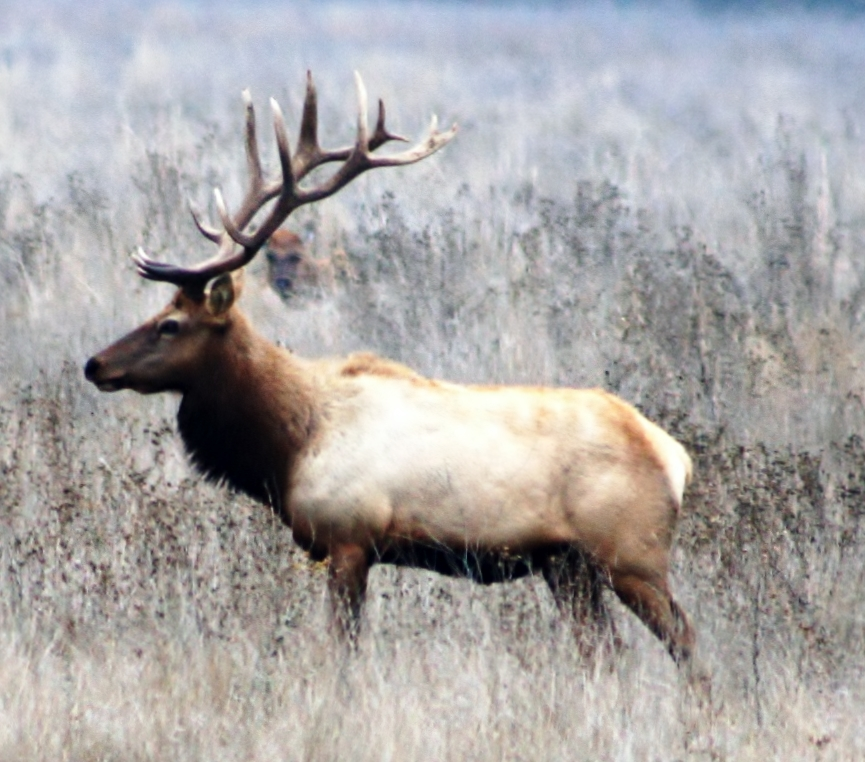